# Mouloudia Club El Bayadh
El Mouloudia Club El Bayadh (en árabe: نادي مولودية البيض‎), más conocido como el MC El Bayadh, es un club de fútbol con sede de El Bayadh, Argelia. Desde 2022 jugará la Championnat National de Première Division luego ganar uno de los 2 grupos de la Championnat National de Première Division 2 2021-22.

## Historia
El club fue fundado en el año de 1936 bajo el nombre de Mouloudia Club Gereyville. Hasta 2020-21 logró ascender a la Championnat National de Première Division 2 por primera vez en su historia.
Y en la temporada 2021-22 logró coronarse campeón en el grupo b, también logrando su ascenso a la Championnat National de Première Division por primera vez en su historia.

## Palmarés
- Championnat National de Première Division 2: 1

2022
- Ligue Inter-Régions de Football: 1

2021